# Канівська ГАЕС
Ка́нівська гідроакумулю́юча електроста́нція — недобудована гідроакумулююча електростанція в селі Бучак поблизу міста Канева Черкаської області України. Канівська ГАЕС потужністю 3600 МВт почала споруджуватись у 1986 році, в 1991 році роботи було зупинено. Оновлений проєкт з адаптацією до сучасного стану об'єднаної енергетичної системи України передбачає будівництво гідроакумулюючої електростанції із зменшенням потужності до 1000 МВт.

## Історія проєкту
Проєкт будівництва електростанції, який було розроблено в 1985 році Харківським Інститутом «Укргідропроект» передбачав будівництво ГАЕС з добовим і тижневим регулюванням графіку навантаження енергосистеми потужністю в 3600 тис. кВт у складі 16-ти обертальних гідроагрегатів потужністю 225 і 250 тис. кВт в генераторному і насосному режимах відповідно.
Роботи з будівництва ГАЕС, розпочалися в 1984 році. Був виритий котлован під верхню водойму, споруджені ЛЕП, бетонна дорога, залізниця, намито 759 тис. м. куб. піску, частково укріплені береги Канівського водосховища. Жителі села Бучак, розташованого в зоні будівництва, були переселені (всього 85 дворів). Переселеним мешканцям виплачено компенсацію. Усього було витрачено 57 млн рублів (у цінах 1984 року). Роботи були призупинені в 1991 році під час впровадження надзвичайних заходів зі стабілізації економіки України. За ініціативою ДАГК «Дніпрогідроенерго», яку було підтримано Міністерством енергетики України, мораторій на будівництво Канівської ГАЕС було скасовано розпорядженням Кабінету Міністрів України за № 307 —р від 19 квітня 1999 року. Таким чином створено необхідні передумови для продовження будівельних робіт.
У період з 2006 по 2007 роки ПАТ «УКРГІДРОПРОЕКТ» (м.Харків) було розроблено і затверджено оновлене ТЕО будівництва Канівської ГАЕС. Відповідно до розпорядження Кабінету Міністрів України від 8 листопада 2007 р. № 965-р будівництво ГАЕС планували відновити в 2009 році. Проєкт, розрахований до 2015 року, передбачав будівництво станції з проєктною встановленою потужністю в турбінному режимі 1000 МВт, в насосному — 1120 МВт, в складі чотирьох гідроагрегатів типу POHT-851. В листопаді 2008 року в селах Пшеничники і Бобриця Канівського району Черкаської області були проведені громадські слухання з питань продовження будівництва Канівської ГАЕС та отримано схвалення будівництва та експлуатації електростанції з боку місцевої громади, про що складено відповідні протоколи. На початку липня 2011 року оператор українських гідроелектростанцій ПАТ «Укргідроенерго» та Sinohydro LLC. (Китай) підписали меморандум про співпрацю при будівництві Канівської гідроакумулюючої станції (ГАЕС). У 2013 році був затверджений новий проєкт, встановленою потужністю станції 1 000 МВт в турбінному режимі і 1 040 МВт в насосному. Передбачуваний термін будівництва визначався в 6,5 років, окупність проєкту в 10 років, бюджет — в 12 млрд.гривень, з яких 70 % за рахунок міжнародних фінансових інституцій, в тому числі за рахунок проєкту Європейського інвестиційного банку по реабілітації гідроелектростанцій України. Реалізація проєкту призупинилася через політичні подій, але відновилася з липня 2016 року, коли Кабінетом Міністрів України була прийнята нова програма розвитку гідроенергетики, що передбачає будівництво Канівської ГАЕС. У жовтні 2016 року Укргідроенерго оголосило тендер на проведення робіт з будівництва першочергових об'єктів і споруд на ГАЕС. Представники Укргідроенерго заявили в цей час, що у них є листи підтримки від Світового банку і Європейського інвестиційного банку, а також виражена Європейським банком реконструкції та розвитку готовність приєднатися до проєкту, і що вони очікують підписання кредитної угоди в 2017 році. За рахунок європейських кредитів передбачається покрити 1 млрд доларів США витрат з необхідних за кошторисом 1,5 млрд..
В жовтні 2016 року відбулось перше засідання робочої групи Черкаської обласної державної адміністрації щодо будівництва Канівської ГАЕС. В обговоренні взяли участь члени робочої групи — представники Канівської громади, громадських організацій, органів місцевого самоврядування. В листопаді 2016 року ПАТ «Укргідроенерго» ініціювало опитування громадськості Канівського району стосовно пріоритетних напрямків соціальних інвестицій, передбачених проєктом.
У березні 2019 року ПрАТ «Укргідроенерго» підписало меморандум з турецькою компанією Ozaltin Holding про співпрацю в будівництві Канівської ГАЕС.
У 2023 році проводилося відселення із зони будівництва.
У липні 2024 року стало відомо, що у проект станції вносяться корективи із переміщенням гідроагрегатів під землю.

## Обґрунтування проєкту
На думку авторів і прихильників проєкту, введення в експлуатацію Канівської ГАЕС дозволить:
- задовольнити попит на пікову і напівпікову електроенергію і, таким чином, забезпечити суттєве підвищення якості електроенергії, що, в свою чергу, буде сприяти стабільному функціонуванню всієї енергосистеми України;
- створити умови для організації паралельної роботи енергосистеми України з енергосистемами країн Східної і Західної Європи.

Технічні характеристики:
- гідроагрегати — чотири РОНТ-В-675 потужністю по 250 МВт (в турбінному режимі), 260 МВт (в насосному режимі);
- річне виробництво електроенергії — 1038 млн кВт⋅год;
- верхня водойма — корисний об'єм 17 млн куб. метрів із земляною огороджуючою греблею завширшки 10 метрів, довжина напірного фронту — 4 кілометри;
- кількість експлуатаційного персоналу — 236 осіб, середньооблікова чисельність працюючих, зайнятих на будівництві, — 1900 осіб;
- вартість будівництва — орієнтовно 1,5 млрд доларів США за цінами на 1 січня 2013 року;
- на розвиток інфраструктури Черкаської області додатково до затвердженого кошторису передбачається 302 млн гривень[1].

## Світовий досвід
В світі на гідроакумулюючі електростанції припадає 99 % накопичувальних потужностей. В 2009 році гідроакумулюючі потужності в світі складали за різними даними від 104 до 127 ГВт.
Станом на квітень 2016 року в США у стані будівництва перебували 14 проєктів ГАЕС загальною потужністю понад 18 ГВт.

## Канівська ГАЕС у державних стратегічних документах
Продовження будівництва Канівської ГАЕС потужністю 1000 МВт передбачено «Енергетичною стратегією України до 2030 року», яку було прийнято розпорядженням Кабінету Міністрів України від 24 липня 2013 р. № 1071-р (розділ 3.2.7. «Розвиток гідрогенерації»).
13 липня 2016 року Кабінет міністрів України схвалив Програму розвитку гідроенергетики на період до 2026 року (Розпорядження № 552-р). Згідно з цим документом, будівництво Канівської ГАЕС визнано перспективним проєктом.

## Роль Канівської ГАЕС у забезпеченні енергетичної незалежності України
На сьогодні в об'єднаній енергетичній системі України існує дефіцит резервів потужності автоматичного вторинного регулювання. Ефективним способом забезпечити наявність швидкостартуючого резерву потужності в зазначеній системі є перепрофілювання гідроелектростанцій з добового регулювання на вторинне регулювання частоти/потужності, для чого необхідне перспективне будівництво гідроакумулюючих електростанцій, які будуть забезпечувати регулювання добового графіка навантаження в енергосистемі країни.
Внаслідок анексії Російською Федерацією Автономної Республіки Крим та збройного конфлікту на сході України зруйновано енергогенеруючі об'єкти та електричні мережі, об'єкти вугільної галузі, об'єкти транспортної та соціальної інфраструктури. Це обумовило зміну режимів роботи об'єднаної енрегетичної системи України, необхідність оптимізації паливного балансу України та внесення відповідних змін в структурі генеруючих потужностей.
Найбільш мобільною групою енергогенеруючих потужностей, що економічно ефективно забезпечують резерв потужності, є гідро- і гідроакумулюючі електростанції.
Підвищення рівня використання в енергетиці гідроенергетичних ресурсів дасть змогу зменшити паливну складову і залежність країни від імпорту органічного палива.
Із загального економічно ефективного гідроенергетичного потенціалу, який становить близько 17,5 млрд кВт·г, використовується близько 11 млрд кВт·г. При цьому невикористаний ефективний потенціал становить близько 6,5 млрд кВт·г.
В Україні частка використання економічно ефективного гідроенергетичного потенціалу становить понад 60 відсотків, у той час як більшість розвинутих країн досягла високого рівня його освоєння, наприклад, Італія, Франція та Швейцарія — 95-98 відсотків, США — 82 відсотки.

## Економічне значення проєкту
За результатами розрахунків введення в експлуатацію Канівської ГАЕС забезпечить середньомісячну економію природного газу під час пусків енергоблоків теплових електростанцій в обсязі 10,3 млн куб. метрів, або 4 млн доларів США, відповідно. Крім того, в разі заміщення Канівською гідроакумулюючою електростанцією енергоблоків теплових електростанцій середньомісячна економія вугілля очікується в обсязі 43,8 тис. тонн, або 3,9 млн доларів США.

## Збільшення частки енергії з відновлювальних джерел
Згідно з Рішенням Ради Міністрів Енергетичного співтовариства Україна взяла на себе зобов'язання до 2020 року досягти рівня 11 відсотків енергії, виробленої з відновлюваних джерел енергії, в загальній структурі енергоспоживання країни. Ця мета знайшла відображення в Національному плані дій з відновлюваної енергетики на період до 2020 року, затвердженому розпорядженням Кабінету Міністрів України від 1 жов тня 2014 р. № 902.
Національним планом передбачається зростання загальної встановленої потужності вітряних електростанцій та сонячних електростанцій майже в п'ять разів, а також передбачає збільшення маневрових потужностей, що необхідно для збереження надійної роботи енергосистеми України. Для розв'язання проблеми з нестачею маневрених і регулюючих потужностей Національний план передбачає будівництво гідро- і гідроакумулюючих потужностей, зокрема, продовження будівництва Канівської ГАЕС потужністю 1000 МВт з пуском першого гідроагрегату в 2015 році.

## Зобов'язання щодо інтеграції України з Об'єднанням європейських енергосистем
Наразі основними регулюючими потужностями у добовому графіку навантаження в ОЕС України є енергоблоки ТЕС 200 та 300 МВт. Однак згідно Протоколу про приєднання України до Договору про заснування Енергетичного Співтовариства Україна зобов'язується нарощувати частку відновлювальних джерел енергії у валовому кінцевому споживанні енергії, а також обмежувати використання ТЕС, які не задовольняють вимогам щодо рівня викидів SO2, NOx та пилу.
Паризька угода до РКЗК ООН, підписана Україною у квітні 2016 року, яка визначає обмеження викидів парникових газів та досягнення рівня викидів — 30 % відносно 1990 року, що призводитиме до обмеження генерації електроенергії із використанням викопного палива, в першу чергу, «вугільними» ТЕС.
На виконання Меморандуму між Україною та Європейським Союзом про порозуміння щодо співробітництва в енергетичній галузі від 01.12.2005 р. розпочато роботу з об'єднання енергетичної системи України з Європейською енергетичною системою. Стандарти європейської енергосистеми ENTSO-E, передбачають високі вимоги щодо резервування потужностей для регулювання частоти та активної потужності в системі.

## Скорочення викидів шкідливих речовин
Заміщення енергоблоків теплових електростанцій в добовому графіку навантаження в об'єднаній енергетичній системі України під час експлуатації Канівської ГАЕС дозволить значно зменшити викиди тепловими електростанціями забруднюючих речовин.
За рахунок заміщення в добовому графіку навантаження енергоблоків теплових електростанцій гідроагрегатами Канівської ГАЕС щомісячне скорочення викидів тепловими електростанціями забруднюючих речовин оцінюється на рівні 104 тис. тонн викидів CO2, 1,2 тис. тонн викидів  SO2, 0,3 тис. тонн викидів NOx та 0,4 тис. тонн викидів пилу.

## Соціально-екологічні аспекти будівництва

### Екологічна експертиза
10 листопада 2006 року Центральна служба Української державної інвестиційної експертизи надала позитивний висновок (зведений комплексний висновок) щодо схвалення техніко-економічного обґрунтування (ТЕО) будівництва Канівської гідроакумулюючої станції.
В рамках проведення комплексної державної експертизи ТЕО в 2006 році, Міністерство охорони навколишнього природного середовища України надало позитивний висновок державної екологічної експертизи № 413 від 06.11.2006 р. щодо техніко-економічного обґрунтування(ТЕО) будівництва Канівської гідроакумулюючої станції.
Розпорядженням Кабінету Міністрів України від 8 листопада 2007 р. N965-р техніко-економічне обґрунтування (ТЕО) і титул будови спорудження Канівської ГАЕС були затверджені.
В 2010 році, при проходженні комплексної державної експертизи щодо проєкту будівництва Канівської ГАЕС (Проєкт), ДП «Укрдержбудекспертиза» надало негативний висновок № 00-00235-09 від 23.07.2010 року з направленням матеріалів Проєкту на доопрацювання та наданням їх на повторний розгляд після усунення зауважень та врахування пропозицій.
В рамках проведення комплексної державної експертизи Проєкту в 2010 році, Міністерство охорони навколишнього природного середовища України визнало за доцільне направити проєктну документацію на доопрацювання згідно висновку № 15/1–30.1009-00134-1 від 26.04.2010 р.
12 березня 2011 року набрав чинності Закон України «Про регулювання містобудівної діяльності» від 17 лютого 2011 р. N3038-VI, підпунктом 8 пункту 11 розділу V «Прикінцеві положення» якого були внесені зміни до ст.13, ст. 37 Закону України «Про екологічну експертизу», визначивши, що експертиза проєктів будівництва проводиться відповідно до статті 31 Закону України «Про регулювання містобудівної діяльності».
При цьому, згідно з частиною п'ятою статті 31 Закону України «Про регулювання містобудівної діяльності», встановлення випадків та порядку проведення експертизи проєктів будівництва іншими законами не допускається.
Відповідно до ст. 31 Закону України «Про регулювання містобудівної діяльності», до проєктної документації на будівництво об'єктів, що становлять підвищену екологічну небезпеку, додаються результати оцінки впливу на стан навколишнього природного середовища (матеріали оцінки та звіти про оцінку і громадське обговорення).
Експертиза проєктів будівництва проводиться в установленому Кабінетом Міністрів України порядку (Постанова КМУ від 11 травня 2011 р. N560) експертними організаціями незалежно від форми власності, які відповідають критеріям, визначеним центральним органом виконавчої влади, що забезпечує формування державної політики у сфері містобудування.
Експертиза проєктів будівництва об'єктів IV і V категорій складності, що споруджуються за рахунок бюджетних коштів, коштів державних і комунальних підприємств, установ та організацій, а також кредитів, наданих під державні гарантії, здійснюється експертною організацією державної форми власності.
Експертиза доопрацьованої за результатами усунення раніше наданих зауважень проєктної документації по проєкту «Будівництво Канівської ГАЕС» була проведена відповідно до ст.31 Закону України «Про регулювання містобудівної діяльності», спеціалізованою експертною організацією державної форми власності — ДП «Укрдержбудекспертиза» (позитивний експертний звіт № 00-1837-12/ПБ від 29.03.2013 року). За результатами розгляду проєктної документації, проєкт "Будівництво Канівської ГАЕС " був рекомендований до затвердження в установленому порядку.
Після цього ПАТ «Укргідроенерго» в добровільному порядку направило матеріали оцінки впливів на навколишнє середовище Канівської ГАЕС для проведення екологічної експертизи в Міністерство екології та природних ресурсів України.
18 жовтня 2013 року Міністерство екології та природних ресурсів надало позитивний висновок № 17/024 державної екологічної експертизи до матеріалів оцінки впливів на навколишнє середовище Канівської ГАЕС.

### Відсутність радіологічного забруднення
Вивчення радіоекологічної ситуації в Канівському водосховищі проводилося Інститутом гідробіології. Проби відбиралися у вересні 1999 рок, в кінці вересня і на початку жовтня 2003 року, а також в серпні 2004 року. Аналіз отриманих результатів показує, що радіоекологічна ситуація в Канівському водосховищі визначається довго існуючими радіонуклідами — стронцієм-90 і цезієм-137. Але вміст цезію-137 в воді нижньої частини Канівського водосховища становить 1,1 %, стронцію-90 — 1,5-3,6 % допустимого рівня. Якщо враховувати вміст радіонуклідів у розчиненому стані і адсорбованих на зависях, то і тоді, на думку фахівців Інституту радіобіології, їх концентрації не перевищують допустимих рівнів для питної води. У цьому випадку концентрація цезію-137 у воді Канівського водосховища становить 0,6-1,9 % допустимого рівня. Для стронцію-90 ця величина складає 1,6-3,7 %. (Оцінка впливу на навколишнє середовище, с. 34).

### Вплив на поверхневі води
Під час розробки проєкту було виконано роботу «Оцінка впливу будівництва на якість поверхневих вод» (виконавець — «Український науково-дослідний інститут екологічних проблем», затверджена д-р фіз.мат. наук, проф.. Г. Коваленко). В п. 13 «Висновки» цієї роботи зазначається, що "в режимі стабільної експлуатації ГАЕС вплив на якість поверхневих вод не прогнозується. Прогнозні оцінки свідчать про позитивний вплив експлуатації ГАЕС на якість води Канівського водосховища, поліпшення кисневого режиму, зменшення застійних зон, зменшення масштабів «цвітіння» води та інтенсифікація процесів самоочищення.

### Фінансування проєкту
ПАТ "«Укргідроенерго» від Міжнародних фінансових організацій отримано Листи щодо підтвердження участі у Проєкті та попередні  умови кредитування, а саме: ЄІБ: до 440 млн доларів США, термін надання кредиту — 25 років; пільговий період — 5 років; МБРР: до 500 млн доларів США, термін надання кредиту — 18 років; пільговий період — 5 років.

### Ефективність
Проєктні показники Канівської ГАЕС розраховано на рівні 78 %, при тому що коефіціент корисної дії ГАЕС у світі складає 70-80 %.

### Альтернативні технології
Пневмо-акумулюючі електростанції (ПАЕС), через недоліки, притаманні повітрю як робочому тілу, при менших капітальних витратах, мають набагато меншу ефективність (ККД 42-48 %), ніж ГАЕС. Як наслідок, в світі побудовано лише кілька ПАЕС. Перший в світі проєкт адіабатичної ПАЕС ADELE в Німеччині відкладено на невизначений термін.
Для регулювання режимів роботи енергосистеми розглядається технологія електричних акумуляторів-накопичувачів. Технологія знаходиться в зародковому стані. Проєктна потужність пілотних зразків, які наразі тільки створюються, складатиме від 10-20 МВт, ємність 80 МВт·г.
Незалежна організація виробників електроенергії з відновлювальних джерел Scottish Renewables (Сполучене королівство Великої Британії та Північної Ірландії) вважає гідроакумулюючі електростанції єдиною технологією накопичення електроенергії, яка може працювати в комерційному масштабі.

## Вітротурбінна гідроакумулювальна електростанція на основі руслово-греблевої ГЕС
Вітротурбінна гідроакумулювальна електростанція на основі руслово-греблевої ГЕС (англ. Wind turbine pumped storage hydropower plant on the basis of existing «dammed water» riverbed HPP) — комплекс гідро- та вітроенергетичних споруд і обладнання для гідроакумулювання та виробництва електроенергії. Вітротурбінна гідроакумулювальна електростанція призначена для створення гідроакумулюючих потужностей, використовуючи існуючі напірні руслово-греблеві гідроелектростанції. Комбінована вітро- гідроенергетична станція може бути такою ж надійною та потужною, як і звичайна велика енергетична станція, так як вона оптимально поєднує у собі переваги різних відновлювальних енергоресурсів.
Схема вітротурбінної гідроакумулювальної електростанції (ВГАЕС) на основі руслово-греблевої ГЕС включає руслово-гребеневу гідроелектростанцію HPP, вітрові електростанції WPP1 та WPP2, насосну водоперекачувальну систему PS1-PS2 та трубопровід TNG. Одна вітрова електростанція WPP1 встановлюється на нижньому б'єфі водотоку, на безпечній відстані від греблі D, друга вітрова електростанція WPP2 — на верхньому б'єфі. Насосна водоперекачувальна система PS1-PS2 забезпечує підняття води з нижнього б'єфу русла у верхнє водосховище і складається з водозабірних вузлів та (електро)механічних водоперекачувальних насосів Р, розташованих групами по одній, або по обох сторонах греблі. Насоси живляться від вітрових електростанцій WPP1 та WPP2, а також від об'єднаної електромережі EN в класичному режимі гідроакумулювання. Водоперекачувальні насоси Р піднімають воду у верхнє водосховище трубопроводом TNG, який складається з кількох водоперекачувальних рукавів, встановлених поверх, або ж в обхід греблі.
Вітротурбінна гідроакумулювальна електростанція може працювати у трьох наступних режимах: (1) роздільної генерації електричної енергії вітровими електростанціями та гідроелектростанцією й постачання виробленої електричної енергії в об'єднану електричну мережу; (2) гідроакумулювання вітровими електростанціями й генерації електричної енергії гідроелектростанцією; (3) класичного гідроакумулювання за допомогою насосної водоперекачувальної системи з відбором пікових надлишків електричної енергії з об'єднаної електричної мережі.  При роботі ВГАЕС в режимі генерації електричної енергії кінетична енергія рухомого повітря перетворюється в кінетичну обертальну енергію роторів вітрових турбін електростанцій WPP1 та WPP2 та з'єднаних з ними роторів електрогенераторів, які за допомогою електродинамічної системи перетворюють кінетичну енергію повітря в електричну енергію. Параметри електричної енергії доводяться за допомогою електричних адаптерів до потрібних стандартів, й вона подається в об'єднану електричну мережу EN. При роботі ВГАЕС в режимі вітротурбінного гідроакумулювання електрична енергія з вітрових електростанцій WPP1 та WPP2 активує (електро)механічні насоси Р, які через трубопровід TNG повертають «відпрацьовану» воду з нижнього рівня водотоку у верхнє водосховище, таким чином, збільшуючи резерв потенціальної енергії. В подальшому накопичена вода при падінні перетворюється в електричну енергію за допомогою штатних турбін гідроелектростанції HPP. У режимі класичного гідроакумулювання надлишки електричної енергії з об'єднаної електромережі EN подаються на водоперекачувальну систему PS1-PS2 і активують насоси Р, які через трубопровід TNG піднімають воду з нижнього б'єфу у верхнє водосховище.

## Лист Світового банку
Світовий Банк вважає, що Канівська ГАЕС матиме очевидні переваги для енергосистеми України і що екологічні та соціальні наслідки будуть належно враховані. (Лист Світового банку до Міністра фінансів України Олександра Данилюка від 04 липня 2016 року щодо проєкту Канівської ГАЕС): «Ваша високоповажносте. Ми хотіли б скористатися цією можливістю, щоб надати вам стислу інформацію про оцінки, які проводили Світовий Банк і Європейський інвестиційний банк у рамках Проєкту будівництва Канівської гідроакумулюючої електростанції (ГАЕС) у відповідь на прохання „Укргідроенерго“ в липні 2013 року, а потім Міністерства  енергетики і вугільної промисловості  в березні 2015 року. Основна увага в нашій оцінці проєкту приділялася економічній життєздатності загальної енергосистеми України, а також оцінці екологічних і соціальних наслідків. Що стосується економічної оцінки, робота охопила  ряд енергетичних систем і аналіз рівня  реалізації проєктів протягом останніх двох років; ця оцінка була нещодавно була оновлена  відповідно до переглянутих припущень щодо попиту і пропозиції, щоб зазначити зміни в параметрах енергосистем України. Результати оцінок дозволяють дійти висновку, що Канівська ГАЕС матиме очевидні переваги для енергосистеми України і що екологічні та соціальні наслідки будуть належно враховані».

## Критика проєкту

### Економічна
Основна причина, по якій Європейський банк реконструкції і розвитку відмовився в 2008 році від фінансування проєкту — його економічна неефективність. Проєкт, за цими оцінками, передбачає великі втрати електроенергії: якщо виходити з аналогії з близької за параметрами Ташликской ГАЕС, станція буде використовувати на власні потреби (роботу насосів) близько 70 % електроенергії, що виробляється та віддавати в мережі України близько 30 %. За таких обставин, вона не окупиться і протягом 50 років.

### Екологічна
Проєкт Канівської ГАЕС викликав рішучий протест екологів, які вважають, що невеликі економічні вигоди проєкту не можуть виправдати шкоди природному середовищу і небезпек, якими він загрожує. Серед головних екологічних ризиків відзначаються такі:
- Вторинне радіоактивне та органічне забруднення води Канівського та Кременчуцького водосховищ через те, що завдяки діяльності станції підніметься з дна радіоактивний мул (з наявністю стронцію-90 і цезію-137), який осів на дні Канівського водосховища після Чорнобильської катастрофи. За оцінками Інституту гідробіології, буде перерозподілено 2 млн м. куб. або 5,3 млн тонн піщаних і глинистих відкладень, максимальна радіоактивність яких досягає 529 Бк/кг по радіоцезію і 24,6 Бк/кг по стронцію-90[24].
- Ризики великомасштабної антропогенної катастрофи, викликані тим, що ГАЕС буде працювати в зоні Канівської ГЕС і при цьому буде розміщена в зоні найбільш небезпечних екзогенних геологічних процесів (іншими словами, ризик прориву дамби ГАЕС і утворення величезної хвилі, яка на своєму шляху знесе дамбу ГАЕС та інші зустрічні дамби. Небезпеку створює перш за все те, що ця місцевость є з дуже нестійкими піщаними ґрунтами, так званими пливунами).
- Руйнування берегів Канівського водосховища та розмивання Зміїних островів, які є частиною Канівського заповідника.
- Підтоплення, що може негативно вплинути на умови життя населення та його доступ до питної води.
- Збитки для рибного господарства, сфери туризму та рекреації.
- Знищення археологічних цінностей, які є повсюдно у зоні будівництва[24][25][26][27][28].

Ці побоювання були озвучені, зокрема, в доповіді, підготовленій в 2007 році для Європейського банку реконструкції і розвитку міжнародною мережею «CEE Bankwatch Network» спільно з українськими фахівцями з екології, геології та археології
Після відновлення програми будівництва ГАЕС у 2016 році екологи виступили з різким протестом, зазначивши зокрема, що програма не пройшла екологічної експертизи. Хоча проєкт містить том з документами екологічної оцінки навколишнього середовища, але, на думку екологів, її якість вкрай низька: не визначені межі впливів, не оцінений вплив на прибережну територію і на підземні води, не враховано ризики зсувів, процесів утворення ярів, впливу стихійних явищ. Для Мінприроди України рішення Кабінету Міністрів України 2016 року про відновлення будівництва Канівської ГАЕС стало несподіванкою, і воно направило в Кабмін лист з вимогою проведення державної екологічної експертизи проєкту. На початку 2015 року Європейський інвестиційний банк, як потенційний спонсор проєкту, замовив експертам фірми Danish Energy Management & Esbensen дослідження, пов'язане з ризиками радіаційного забруднення Дніпра в разі реалізації проєкту. Дослідження не дало результатів, які задовольнили б банк, і було визнано за необхідне продовжити вивчення питання.

## Протести проти будівництва ГАЕС
Плани відновлення будівництва ГАЕС у 2016 році викликали обурення громадськості. У вересні 2016 делегати VI Всесвітнього форуму українців звернулися з листом до президента Порошенка, вимагаючи негайно заборонити будівництво Канівської ГАЕС. У 2016 році громадські активісти Канева провели ряд пікетів на знак протесту проти будівництва ГАЕС. На початку листопада, група активістів на чолі з представником ДУК Правий Сектор заблокувала техніку «Укргідроенерго», вимагаючи документів на роботи, які так і не були пред'явлені.

## Позиція Української академії наук (громадська організація)
17 листопада 2016 р., відбулося засідання Відділення енергетики, радіо-електроніки і машинобудування Всеукраїнської громадської організації Українська академія наук (створена у 1991 році, президент — громадської організації — Олексій Оніпко), присвячене проблемі відновлення будівництва Канівської ГАЕС. На засіданні була заслухана доповідь к.т.н. Б. П. Коробко «Про техніко-економічну безперспективність будівництва Канівської ГАЕС». У процесі наукової дискусії були зроблені наступні висновки і рекомендації:
1. Будівництво Канівської ГАЕС проблему покриття дефіциту маневрових потужностей ОЕСУ вирішити не може, і тому є технічно і економічно безперспективним.
2. Міненерговугіллю доцільно залучити іноземних та вітчизняних фахівців, які обґрунтують найбільш перспективні варіанти вирішення проблеми дефіциту маневрових потужностей ОЕСУ України.
3. Накопичення енергії ББЖ (блок безперебійного живлення) має потенціал, який найбільшою мірою дозволяє досягти прориву в модернізації ОЕСУ.
4. Одночасно пропонується оцінити можливості спорудження і експлуатації Пневмо-акумуляторної електростанції (ПАЕС) та використання ПАЕС виробництва компанії SustainX[40].

## Позиція Національної академії наук України
Національна академія наук України підтримує будівництво Канівської ГАЕС, про це ідеться у листі першого віце-президента НАН України, академіка НАН України, Антона Наумовця. «Це пов'язано з необхідністю вирішення питання підвищення енергетичної безпеки України, забезпечення умов переходу Об'єднаної енергетичної системи України на паралельну роботу з об'єднанням Європейських енергосистем, подальшого впровадження нетрадиційних та відновлювальних джерел енергії», — йдеться у тексті листа.
Директор Інституту геологічних наук НАН України, академік Петр Гожик у листі від 7.11.2016 заявив, що Канівщина має вкрай складну геологічну структуру і будь-яке будівництво на ній протипоказано і може призвести до непередбачуваних наслідків.
Інститут зоології ім. І. І. Шмальгаузена НАН України під час проєктних вишукувань брав участь в оцінці впливу будівництва Канівської ГАЕС на навколишнє середовище і його науково-технічний звіт «Уточнення впливу будівництва та експлуатації Канівської ГАЕС на тваринний світ наземних та біляводних екосистем» увійшов до складу проєктної документації будівництва Канівської ГАЕС, яка пройшла державну експертизу і затверджена розпорядженням Кабінету Міністрів України від 11.12.2013 р. № 1050-р.